# 227930 Athos
227930 Athos è un asteroide della fascia principale. Scoperto nel 2007, presenta un'orbita caratterizzata da un semiasse maggiore pari a 3,1438068 UA e da un'eccentricità di 0,2330670, inclinata di 9,26608° rispetto all'eclittica.